# 人夫
| ウィキペディアには「人夫」という見出しの百科事典記事はありません（タイトルに「人夫」を含むページの一覧/「人夫」で始まるページの一覧）。 代わりにウィクショナリーのページ「人夫」が役に立つかもしれません。 |

人夫（にんぷ）は肉体労働者または夫役を課せられた人民。